# 예수 그리스도 (오페라)
《예수 그리스도》(영어:Jesus Christ)는 엄대호가 작곡한 3막의 오페라이다. 《예수 그리스도》 한국어 대본은 음악평론가인 정순영이 완성하였다. 엄대호가 현대음악 작곡가이기도 한 정순영에게 대본을 의뢰하였고 그녀는 성경을 기초로 하여 사실적으로 대본을 썼다.  8년을 준비하여 2023년 9월 6일 현악사중주 버전이 발표되었다.영어와 한국어로 출판되었다. 이듬해인 2024년 부활절을 기념하여 3월에 오케스트라 버전이 출판되었다. 스웨덴 국왕 칼 16세 구스타프에게 헌정되었다. 오페라 《예수 그리스도》의 표지는 요절한 조각가 류인의 미망인 서양화가 이인혜의 2018년 작품 《그리스도와의 독대》가 사용되었다.

## 주요 특징
예수 그리스도 주제로는 유일한 정식 오페라이다. 현대음악 작곡기법으로 작곡된 그랜드 오페라로 교향적 춤곡을 포함한 5곡의 춤곡이 포함되었다.

## 음악평
"오페라 「예수 그리스도」는 상업적 성공과 사회적 명성 추구보다 인간의 존엄성과 정신적 고뇌 표현에 집중하며 예술의 진가를 탐구한다. 「예수 그리스도」는 독특한 자료로써 세계 최초의 예수 그리스도 주제의 오페라로서 빛나는 세계기록유산이다." -장석용(한국평론가협의회 회장)
"오페라 「예수 그리스도: JESUS CHRIST」는 자유대위법을 축으로 응용미를 살린 판타가 기법으로 예술적 끼를 토해내는 작곡가의 숨은 열정이 감지된다. " -정순영(음악평론가)
"작곡가 엄대호는 끊임없이 의(義)에 대해 고민했고, 그 끝에서 창조주를 만났다. 창조주의 마음에 다가가고자 노력한 그에게 신은 ‘진정한 자유’를 선사했다." -김순화(월간리뷰 편집장)

## 등장인물
- 예수 (테너)
- 베드로 (베이스)
- 제자들 (테너)
- 백인대장 (테너)
- 이교도 부인 (메조소프라노)
- 세리 (테너)
- 바리사이들 (베이스)
- 따르는 여성 시민들 (소프라노)
- 벳자타 연못 환자 (베이스)
- 성전 상인들과의 일화에서 제자, 유대인, 상인 (바리톤)
- 카야파 (바리톤)
- 수석제자, 바리사이 (베이스)
- 옥합을 깨뜨린 여인 (소프라노)
- 유다 (바리톤)
- 하녀 (메조소프라노)
- 성전 경비병 (바리톤)
- 총독 (베이스)
- 백인대장 (베이스)
- 마리아 막달레나 (소프라노)
- 천사들 (알토)
- 엠마오로 가는 제자들 (바리톤, 베이스)
- 토마스 (베이스)
- 해설자 (소프라노)

## 차례
제 1막, 예수님! 당신은 누구십니까?
1. Overture
2. 광야의 춤
3. 나병환자에 대한
4. 베드로의 물음
5. 당신의 천막에 누가 머무리이까
6. 통치자의 지침
7. 율법학자와 바리사이 불행 선포
8. 가난하고 굶주리고 우는 사람
9. 백인대장의 노예 이야기
10. 더러운 영이 들린 딸 이야기
11. Intermezzo
12. 성전에 올라온 바리사이와 세리의 기도
13. 예레미아 예언자 비유
14. 모세와 놋뱀
15. 내가 율법이나 예언서를 폐지하러 온 줄로 생각지 마라
16. 빌라도의 만행
17. 예수는 구원의 빛
18. 벳자타 연못의 환자
19. 예수님은 말씀으로 오신 기적

제 2막, 예수님의 수난
1. Prelude
2. 눈이 멀고 말 못하는 사람 이야기
3. 하나님은 소출을 내는 민족들에게 주신다
4. 누구든지 내 뒤를 따르려면
5. 성전 상인들과의 일화
6. 무화과 나무 비유
7. 바리사이의 협작
8. 파스카 축제
9. 옥합을 깨뜨린 여인
10. 유다가 예수님을 팔 기회를 노리다
11. 너희는 모두 떨어져 나갈 것이다
12. 예수를 잡다
13. 예수가 고문당하다
14. 십자가 처형
15. 테텔레스타이

제 3막, 예수님의 부활, 승천
1. Prelude
2. 무덤 밖 천사와 마리아
3. 감격의 춤
4. 엠마오로 가는 길
5. 열한 제자와 만남
6. 토마스의 의심
7. 나를 믿는 사람은 나를 보내신 분을 믿는 것
8. 나는 길이요 진리요 생명이니
9. Finale 승천

## 참고문헌
음악평론 24집

## 오페라 예수 그리스도 관련 주요 수상
- 대본작가 정순영 - 제 43회 올해의 최고예술가상 수상 (평론부문) (2023)[12][13]
- 작곡가 엄대호 - 제 44회 올해의 최우수예술가상 시상식 심사위원선정 특별예술가상 수상 (음악부문) (2024)[14][15]